# Регрут (ТВ серија)
Регрут (енгл. The Recruit) америчка је телевизијска серија коју је створио Алекси Холи за Netflix. Прати Овена Хендрикса (Ноа Сентинео), адвоката Ције који постаје умешан у масовне међународне сукобе након што бивша сарадница покуша да открије своју везу са агенцијом. Прва сезона је приказана 16. децембра 2022, а друга 30. јануара 2025. У марту 2025. серија је отказана након две сезоне.

## Радња
Младом адвокату Овену Хендриксу, који је тек почео да ради за Цију, живот се преокренуо када је наишао на особу која тражи ослобађање од ове агенције. Када она покуша да разоткрије своју дугогодишњу везу са Цијом, он се уплеће у замршену међународну политику. Док Хендрикс преговара са њом, нађе се у сукобу са претећим појединцима и групама, ризикујући свој живот док покушава да испуни своје дужности.

## Улоге
| Глумац             | Улога           |
| ------------------ | --------------- |
| Ноа Сентинео       | Овен Хендрикс   |
| Лора Хадок         | Макс Мелаџ      |
| Арти Мен           | Вајолет         |
| Колтон Дан         | Лестер          |
| Фивел Стјуарт      | Хана            |
| Данијел Квинси Ано | Теренс          |
| Кристијан Брун     | Џејнус Фербер   |
| Вонди Кертис Хол   | Волтер Најланд  |
| Кејла Зандер       | Амелија Салазар |
| Меди Хасон         | Ничка Лашин     |
| Ејнџел Паркер      | Дон             |
| Тео Ју             | Џанг Кју        |

## Епизоде

### Преглед серије
| Сезона | Сезона | Епизоде | Епизоде | Оригинална објава  | Оригинална објава  |
| ------ | ------ | ------- | ------- | ------------------ | ------------------ |
|        | 1.     | 8       | 8       | 16. децембар 2022. | 16. децембар 2022. |
|        | 2.     | 6       | 6       | 30. јануар 2025.   | 30. јануар 2025.   |

### 1. сезона (2022)
| Бр. еп. (укупно) | Бр. еп. (у сезони) | Наслов | Редитељ            | Сценариста                 | Премијера          |
| ---------------- | ------------------ | ------ | ------------------ | -------------------------- | ------------------ |
| 1                | 1                  |        | Даг Лиман          | Алекси Холи                | 16. децембар 2022. |
| 2                | 2                  |        | Даг Лиман          | Алекси Холи                | 16. децембар 2022. |
| 3                | 3                  |        | Алекс Калимниос    | Алекс Холи и Џорџ В. Ганем | 16. децембар 2022. |
| 4                | 4                  |        | Алекс Калимниос    | Амелија Ропер              | 16. децембар 2022. |
| 5                | 5                  |        | Емануел Осеј Куфур | Хади Николас Диб           | 16. децембар 2022. |
| 6                | 6                  |        | Емануел Осеј Куфур | Нисеол Р. Леви             | 16. децембар 2022. |
| 7                | 7                  |        | Џулија Холмс       | Маја Голдсмит              | 16. децембар 2022. |
| 8                | 8                  |        | Џулијам Холмс      | Алекси Холи                | 16. децембар 2022. |

### 2. сезона (2025)
| Бр. еп. (укупно) | Бр. еп. (у сезони) | Наслов | Редитељ       | Сценариста                     | Премијера        |
| ---------------- | ------------------ | ------ | ------------- | ------------------------------ | ---------------- |
| 9                | 1                  |        | Џулијан Холмс | Алекси Холи                    | 30. јануар 2025. |
| 10               | 2                  |        | Џесика Ју     | Брајан Оу                      | 30. јануар 2025. |
| 11               | 3                  |        | Вијет Нгујен  | Хади Николас Диб               | 30. јануар 2025. |
| 12               | 4                  |        | Џон Хајамс    | Сју Чунг                       | 30. јануар 2025. |
| 13               | 5                  |        | Џулијан Холмс | Маја Голдсмит и Неда Даварпана | 30. јануар 2025. |
| 14               | 6                  |        | Алекси Холи   | Алекси Холи                    | 30. јануар 2025. |